# Urnengräberfeld von Nienbüttel
Das Urnengräberfeld von Nienbüttel befindet sich nahe dem Gut Nienbüttel in der Gemeinde Natendorf im Landkreis Uelzen in Niedersachsen. Das Gräberfeld wurde in der ausgehenden vorrömischen Eisenzeit und der älteren römischen Kaiserzeit (1. Jahrhundert v. Chr. bis 2. Jahrhundert n. Chr.) belegt. Es diente einer germanischen Bevölkerung als Bestattungsplatz mit Urnen. Anfang des 20. Jahrhunderts wurde das Gräberfeld vom Prähistoriker Gustav Schwantes archäologisch untersucht; in den Jahren 2015 und 2016 erfolgten Nachuntersuchungen.

## Fundstelle und Ausgrabungen
Bei der Fundstelle handelt es sich um eine leichte Anhöhe, die ursprünglich von Heide bedeckt war. Bereits im 19. Jahrhundert war das Gelände kultiviert und landwirtschaftlich genutzt worden. Dabei kam es durch das Pflügen zu Zerstörungen an den Bestattungen. 1904 wurde der Besitzer von Gut Nienbüttel Georg Meyer mit Gustav Schwantes bekannt, der 1897 das in der Nähe gelegene Urnengräberfeld Jastorf freigelegt und dabei die Jastorf-Kultur entdeckt hatte. Der Gutsbesitzer konnte anhand seiner Beobachtungen von Gefäßscherben und Funden auf dem Feld die Ausdehnung des Gräberfeldes bestimmen. Nach erfolgreichen Probegrabungen und einer Beauftragung zu Grabungen durch den Leiter des Provinzialmuseums Hannover Jacobus Reimers nahm Gustav Schwantes 1904 Ausgrabungen beim Gut Nienbüttel vor. Wie sich feststellen ließ, erfolgten die ältesten Bestattungen auf der höchsten Stelle der Anhöhe. Die Belegung dehnte sich von dort hangabwärts aus. Schwantes brach seine Ausgrabungen nach überheblichem Verhalten des Museumsleiters ab. Die Fundstücke hatte Schwantes zur Untersuchung dem Provinzialmuseum übersandt, wo sie, wie sich später herausstellte, nicht fachgerecht behandelt wurden. Schwantes nahm weitere Ausgrabungen in den Jahren 1908 und 1911 vor. Er hielt die Fundstelle für den „reichsten Urnenfriedhof des östlichen Hannovers“.
Im Jahr 2015 kam es bei Begehungen des Fundortes zu bedeutenden Oberflächenfunden, was Anlass für weitere archäologische Untersuchungen in den Jahren 2015 und 2016 war. Sie wurden von den Universitäten Rostock und Leipzig durchgeführt.

## Funde
Bei seinen Ausgrabungen fand Gustav Schwantes etwa 500 Urnengefäße aus Keramik sowie Schwerter, Lanzenspitzen, Sporen, Schildbuckel und andere Grabbeigaben. Zu den Fundstücken zählt auch ein etwa 18 cm hoher Bronzeeimer, bei dem es sich um römische Importware aus dem 1. Jahrhundert n. Chr. handelt. Die Henkelattache (angesetzter Gefäßhenkel) mit stilisierten Weinblättern und zwei Maultierköpfen zeigt Symbole des Bacchuskultes. Insgesamt zeichnet sich das Gräberfeld durch den hohen Anteil an Gräbern mit Waffen aus, darunter auch rituelle Niederlegungen von Waffen. Das Fundmaterial der Ausgrabungen kam unbearbeitet in das Magazin des Niedersächsischen Landesmuseums in Hannover. Eine wissenschaftliche Veröffentlichung der Funde hat bisher nicht stattgefunden.
Seit dem Jahr 2014 führt das Institut für Prähistorische Archäologie  der Freien Universität Berlin ein von der Deutschen Forschungsgemeinschaft gefördertes Projekt zum Urnengräberfeld durch. Projektziel ist die Erstellung eines Katalogs auf Basis des Fundmaterials und des originalen Grabungstagebuches. Er soll Aussagen zur Datierung der Grabstellen, der Belegungsabfolge und -intensität enthalten.
Bei den jüngsten Ausgrabungen im Jahr 2016 wurden weitere 170 Funde geborgen. Daraus ist zu schließen, dass Gustav Schwantes bei seinen Ausgrabungen Anfang des 20. Jahrhunderts nicht das gesamte Gräberfeld erfasst hat. Den neueren Untersuchungen zufolge handelt es sich bei den Bestatteten um männliche Krieger. Auffällig waren Lanzenspitzen, die neben den Urnen mit der Spitze nach unten im Boden steckten. Die einst vorhandenen Lanzenschäfte könnten als Grabstellenmarkierung gedient haben.

## Bewertung
Als Besonderheit des über einen Zeitraum von etwa 250 Jahren genutzten Urnengräberfeldes von Nienbüttel gelten die zahlreichen Kriegerbestattungen und das reiche Fundmaterial, darunter importierte Bronzegefäße. Der Prähistoriker Willi Wegewitz zählte es zu den bedeutendsten langobardischen Gräberfeldern im Gebiet der unteren Elbe. Während die älteren Ausgrabungen auf etwa 500 Gräber schließen lassen, geht die Kreisarchäologie Uelzen aufgrund der jüngsten Untersuchungen von bis zu 2000 Bestatteten aus.